# Relations entre le Kenya et l'Union européenne
Les relations entre le Kenya et l’Union européenne reposent principalement sur des accords multilatéraux. En matière bilatérale, l'action de l’Union vise à soutenir le développement socio-économique du Kenya ; l'UE est la première destination des exportations du Kenya et son deuxième partenaire commercial, pour un montant total de 3,3 milliards d'euros d'échanges commerciaux en 2022.

## Accord de partenariat économique
Des négociations relatives à un accord de partenariat économique (APE) entre la Communauté d'Afrique de l'Est et l'UE se sont achevées en 2014 ; le Kenya a signé et ratifié l'accord en septembre 2016 et l'UE et ses États membres l'ont également signé en juin 2016. Toutefois, la mise en œuvre de l'APE n'a pas été possible parce que tous les pays partenaires de la CAE ne l'ont pas signé et ratifiéL'UE est la première destination des exportations du Kenya et son deuxième partenaire commercial, pour un montant total de 3,3 milliards d'euros d'échanges commerciaux en 2022.
Le 18 décembre 2023, l'UE et le Kenya signent un accord de partenariat économique individuel, qui vise à stimuler les échanges de marchandises et renforcer le développement économique du Kenya.

## Sources

## Compléments